# Phare de Castle Hill
Le phare de Castle Hill (en anglais : Castle Hill Light) est un phare actif situé à Newport dans le Comté de Newport (État de Rhode Island). Il s'agit d'une aide à la navigation active pour les navires entrant en baie de Narragensett dans le passage est entre l'île Conanicut et l'île Aquidneck.
Il est inscrit au Registre national des lieux historiques depuis le 30 mars 1988 .

## Histoire
Le phare a été mis en service en 1890 sur une propriété appartenant autrefois au naturaliste, océanographe et zoologue Alexander Emanuel Agassiz de l’Université de Harvard, à l'extrémité sud-ouest de Newport.
L'architecte Henry Hobson Richardson a dessiné un croquis pour un phare à cet endroit, qui pourrait ou non avoir servi de base à sa conception réelle. La structure n'inclut pas la résidence qui figurait dans le croquis de Richardson. La maison du gardien a été construite à quelques centaines de mètres du phare.
Bien que le phare ne soit pas ouvert au public, le littoral et la falaise où il se trouve sont accessibles par plusieurs sentiers de randonnée partant du Castle Hill Inn et du port de plaisance de Castle Hill Cove.

## Description
Le phare  est une tour conique en pierre de granit avec une galerie et une lanterne de 10 m de haut. La moitié supérieure de la tour est peinte en blanc et la lanterne est noire. Son feu isophase émet, à une hauteur focale de 12 m, un long éclat blanc de 3 secondes par période de 6 secondes. Sa portée est de 12 milles nautiques (environ 22 km).
Il est aussi équipé d'une corne de brume radiocommandée émettant un blast par période de 15 secondes.

## Caractéristiques dufeu maritime
Fréquence : 6 secondes (W)
- Lumière : 3 secondes
- Obscurité : 3 secondes

Identifiant : ARLHS : USA-144 ; USCG : 1-17795 - Amirauté : J0530 .
|          |
| Le phare |

|          |
| Le phare |

### Lien connexe
- Liste des phares au Rhode Island